# Pseudosasa hindsii
Pseudosasa hindsii är en gräsart som först beskrevs av William Munro, och fick sitt nu gällande namn av Cheng De Chu och Chi Son Chao. Pseudosasa hindsii ingår i släktet splitcanebambusläktet, och familjen gräs. Inga underarter finns listade i Catalogue of Life.